# Cemitério Belém Velho
O Cemitério Belém Velho é um dos três cemitérios municipais da cidade brasileira de Porto Alegre.
Fundado no século XIX, o cemitério foi encampado pela prefeitura em 1992, em razão de denúncias de irregularidade. Com uma área de 2 hectares, possui cerca de mil jazigos. Não há previsão para a construção de mais jazigos.
Está situado na Rua Nossa Senhora do Rosário, n.° 5025, no bairro Belém Velho.